# Георгиос Папандулас
Георгиос Дулас или Папандулас (на гръцки: Γεώργιος Ντούλας, Παπαντούλας) е гръцки свещеник и революционер, деец на гръцката въоръжена пропаганда в Македония.

## Биография
Георгиос Папандулас е роден в костурското влашко село Клисура, тогава в Османската империя, днес в Гърция. Присъединява се към гръцката въоръжена пропаганда в Македония като четник и действа с капитан Ставро Кочев от Баница.
От 1940 до смъртта си в 1947 година служи в Любетино (Педино).